# Шпилька для волосся

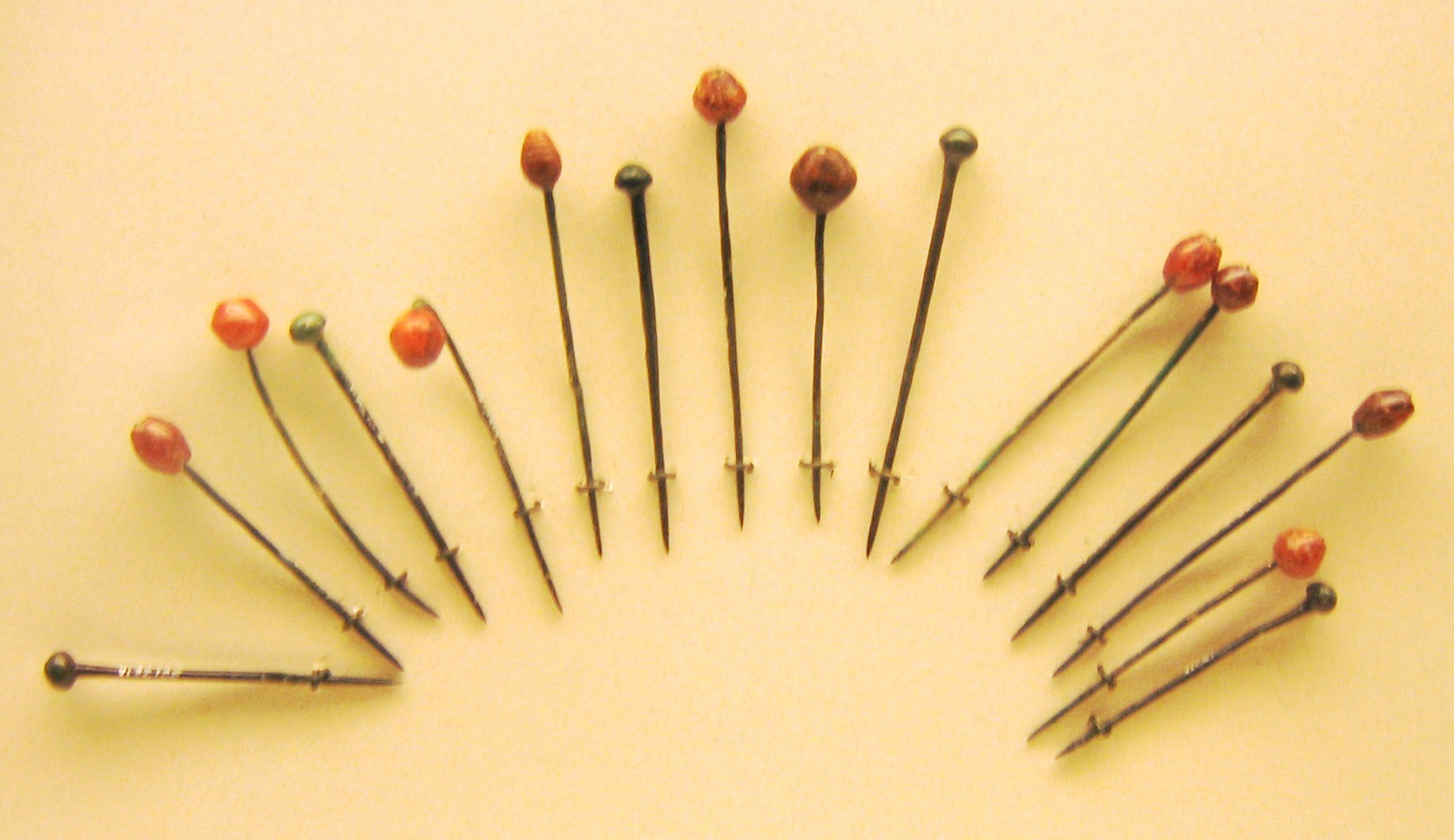
Шпильки. 600 рік н. е.

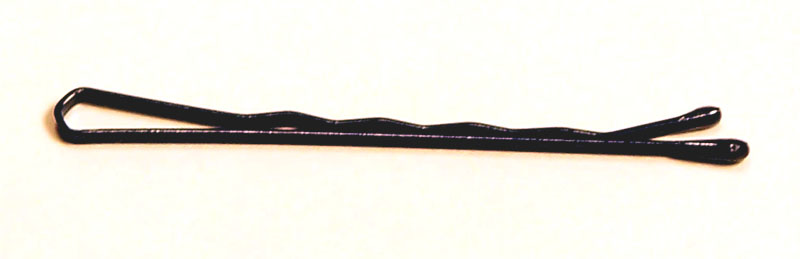
Сучасна шпилька типу Bobby Pin

Шпи́лька для волосся, розм. гренадля (від нім. Haarnadel) — предмет для заколювання волосся в зачісці у вигляді дротяної петельки або двозубчастої вилочки. Одна з найдревніших та найпростіших прикрас. Іноді для цих цілей використовують шпильки в формі звичайної («французької») шпильки. Може бути оздобленою дорогоцінним камінням, чи орнаментом. З допомогою шпильки волосся також прикрашають квітами.
Шпильки для волосся існували вже в стародавній Ассирії та Єгипті, де ними прикрашалися зачіски. Археологічні розкопки дозволяють припустити, що такі шпильки цінувалися як предмети розкоші у єгиптян, а потім греків, етрусків і римлян.
Найбільша популярність до шпильок прийшла в 1901 році з винаходом спіральної шпильки в Новій Зеландії (винахідник — Ернест Джон Вільям Годвард (Ernest Godward)). Шпильки були попередницями затискачів для волосся.